# Leonhard Waitl
Temple de la renommée allemand : 1988
Leonhard Waitl (né le 5 avril 1939 à Füssen, mort le 7 mars 2010) est un joueur professionnel allemand de hockey sur glace.

## Carrière
Waitl joue en élite d'abord avec l'EV Füssen de 1957 à 1967 et devient six fois champion d'Allemagne. Avec Paul Ambros, il forme un duo de défenseurs au niveau international. Il rejoint le FC Bayern Munich, aussi pour être formateur, et est de nouveau champion en 1968. Après que l'équipe de hockey sur glace du FC Bayern est dissous lors de l'été 1969, le président de l'Augsburger EV Curt Frenzel obtient le droit de reprendre tous les joueurs qui donnent leur accord pour venir à Augsbourg. En 1972, il revient au EV Füssen et remporte le championnat en 1973. Il met fin à sa carrière en 1974.
Avec l'équipe d'Allemagne, il a une centaine de sélections et participe trois fois aux Jeux olympiques : 1960, 1964 et 1968.

## Palmarès
- Champion d'Allemagne : 1958, 1959, 1961, 1963, 1964, 1965, 1968, 1973.